# ناحیه ایشیکاوا، ایشیکاوا

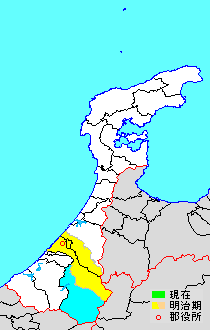
نقشه ای که گستره اصلی ناحیه ایشیکاوا را به رنگ زرد و آبی در استان ایشیکاوا نشان می‌دهد: * مناطق زرد رنگ که قبلاً در مرزهای منطقه در اوایل دوره میجی قرار داشتند.

ناحیه ایشیکاوا، ایشیکاوا (انگلیسی: Ishikawa District, Ishikawa) یکی از شهرستان‌های ژاپن است که در استان ایشیکاوا در ژاپن قرار دارد.